# حوزه انتخابیه سوم نیومکزیکو
حوزه انتخابیه سوم نیومکزیکو یک حوزه انتخابیه مجلس نمایندگان آمریکا است که در ایالت نیومکزیکو قرار دارد.